# Francesco Algarotti
Le comte Francesco Algarotti, né le 11 décembre 1712 à Venise et mort le 3 mai 1764 à Pise, est un écrivain vénitien d'expression italienne, polymathe, philosophe, poète, essayiste, et critique d'art. Il est une importante figure des Lumières.

## Biographie
Francesco Algarotti est né en 1712 à Venise.
Il étudie à l'université La Sapienza de Rome et à celle de Bologne. À vingt ans, il se rend à Paris où il se lie d’amitié avec Voltaire, qui le surnomme « le cher cygne de Padoue ».
Il fait paraître, à Naples en 1737, un ouvrage de vulgarisation de l’optique de Sir Isaac Newton, Neutonianismo per le dame (Le newtonianisme pour les dames), qui connaît un grand succès en Europe. Ce livre marque le début de la littérature de vulgarisation dédiée aux femmes.
Notoirement bisexuel,,, Francesco Algarotti rencontre en Angleterre en 1738 l'écrivaine Mary Wortley Montagu, qui le poursuit de ses assiduités, mais il lui préfère Lord John Hervey.
Parti ensuite en Prusse, il rencontre Frédéric le Grand qui, lui aussi homosexuel, tombe amoureux de lui, le fait comte de Prusse en 1740 et chambellan de la cour en 1747. Algarotti  retourne en Italie et s’installe d’abord dans sa ville natale, Venise, puis à Pise, où il meurt. Frédéric le Grand fera ériger à sa mémoire un monument sur le Campo Santo de Pise.
Ses connaissances dans les arts et en musique sont renommées. Son œuvre la plus célèbre est Saggi sopra le belle arti, un essai sur l’art. Il est, à Venise, mécène du graveur Felice Polanzani. Francesco Algarotti est devenu membre de la Royal Society le 8 juillet 1736.

## Œuvres
Les dates sont celles des traductions.
- Le newtonianisme pour les dames, 1738
  - En ligne : t. I ; t. II
- Voyages en Russie, 1769
- Essai sur la peinture, 1769
- Essai sur l'opéra, 1773
- Congrès de Cythère, 1749
- Correspondance, 1748

- Consulter les Opere scelte d'Algarotti.

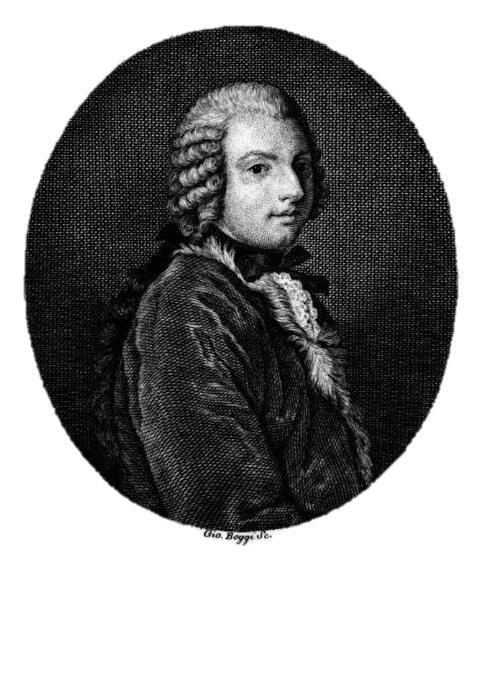
Frontispice des Opere scelte par Giovanni Boggi.
- Saggi, 1963 (texte complet en italien).
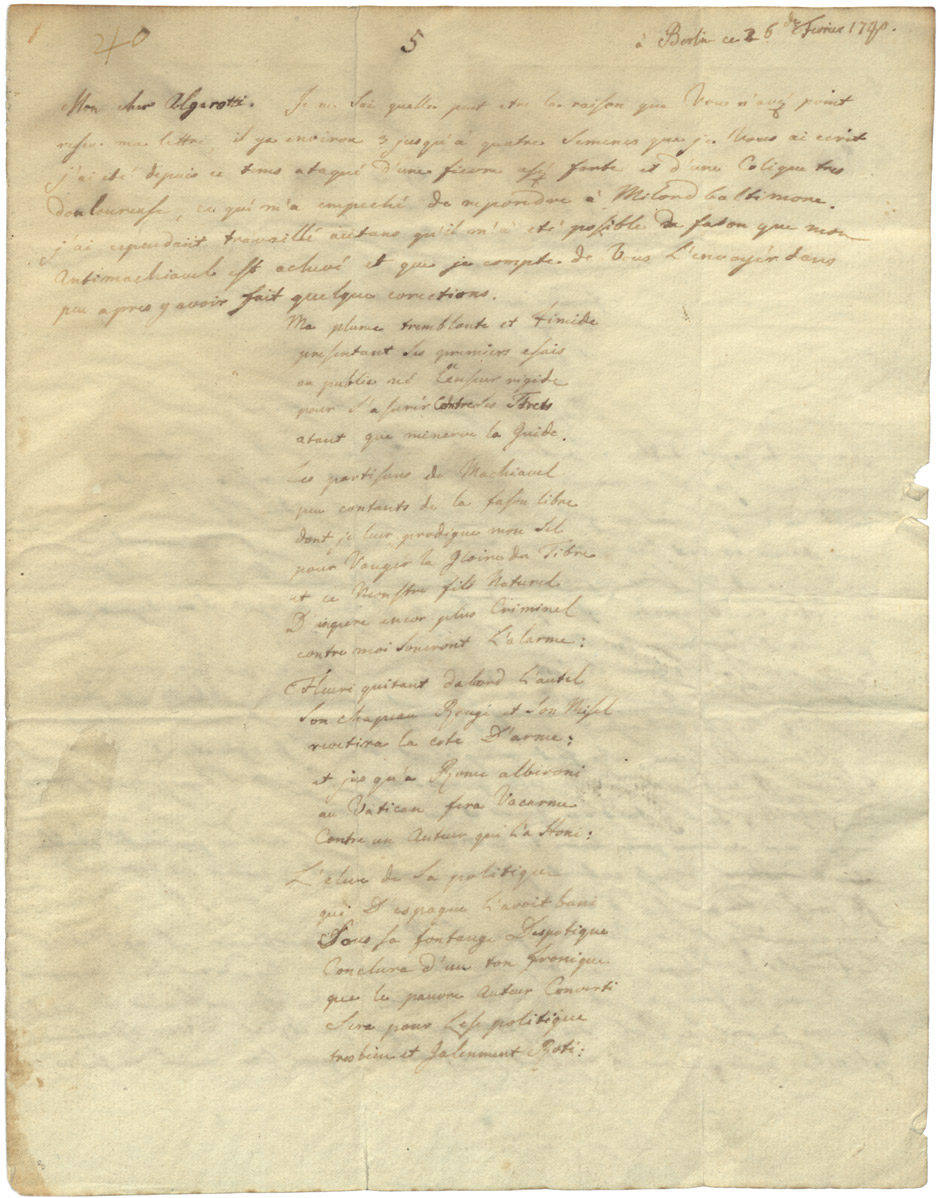
Lettre autographe de Frédéric II de Prusse à Algarotti (1740).

## Hommages
- Son monument funéraire au Camposanto monumentale, le vieux cimetière de Pise.
- Voltaire lui dédiera un poème dans son recueil Stances paru en 1735.